# Sinularia mollis
Sinularia mollis is een zachte koraalsoort uit de familie Alcyoniidae. De koraalsoort komt uit het geslacht Sinularia. Sinularia mollis werd in 1926 voor het eerst wetenschappelijk beschreven door Kolonko. 